# Milan Harašta
Milan Harašta (16. září 1919 Brno – 29. srpna 1946 tamtéž) byl český hudební skladatel.

## Život
Rodiče záhy po jeho narození odešli na Podkarpatskou Rus a později se usídlili v Kyjově. Studoval na gymnáziu v Kyjově a v Brně. První skladby zkomponoval ve 14 letech a v 16 letech již dirigoval symfonický orchestr. Začal studovat hudební vědu na Masarykově univerzitě v Brně. Po uzavření vysokých škol okupanty v roce 1939 přešel na konzervatoř, kde studoval klavír, skladbu u Václava Kaprála a dirigování u Antonína Balatky a Quida Arnoldiho.
Onemocněl tuberkulózou. Za druhé světové války byl dne 28. ledna 1943 totálně nasazen do První brněnské strojírny, což jen zhoršilo jeho zdravotní stav. Po skončení války učil na hudební škole a přispíval do novin a časopisů. Zemřel velmi mlád.

## Dílo
V hudebním vyjádření byl velmi blízký Leoši Janáčkovi. Vycházel z lidové písně a zdrojem inspirace mu bylo i dětství prožité na Podkarpatské Rusi a na Slovácku. Komponoval převážně v rozšířené tonalitě, ale v některých skladbách používal i atonalitu.

### Vokální skladby
- Nikola Šuhaj (opera podle Ivana Olbrachta, 1944)
- Requiem (nedokončeno)
- Mužské sbory (na slova Petra Bezruče, 1939, přepracováno 1945)

### Orchestrální skladby
- Symfonie č. 1 (1941)
- Symfonie č. 2 (1943)
- Symfonie č. 3 (nedokončena)
- Dech smrti, In meam memoriam (Mé památce, symfonický obraz, 1941)
- Poloninské tance (3 řady, 1942)
- Coctaily (5 hudebních žertů, 1942)
- Suita pro orchestr (1944)

### Komorní hudba
- Smyčcový kvartet (1941)
- Sonatina pro housle a klavír (1942)
- Klavírní skladby op. 15 (1940)
- Sonety (9 řad drobných klavírních skladeb vzniklých v letech 1940–1945)
- Písně